# Barrios de Colina
Barrios de Colina es una localidad y un municipio situados en la provincia de Burgos, Castilla la Vieja, en la comunidad autónoma de Castilla y León (España), comarca de Alfoz de Burgos, partido judicial de Burgos, cabecera del ayuntamiento de su nombre. En 2023 contaba con 57 habitantes censados, según los datos oficiales del INE.

## Características generales
Está situada al norte de la ciudad de Burgos, de la que dista 21 km. Próxima a la comarca de la Sierra de la Demanda. Su economía se basa fundamentalmente en la agricultura del cereal y en el turismo. Las fiestas patronales se celebran en los meses de junio y octubre.
Se encuentra entre la N-I y la N-120.
Tiene dos pedanías, siendo estas:
- San Juan de Ortega
- Hiniestra

## Historia
Importante monasterio del siglo XII en el Camino de Santiago que es referente en la fundación de la pedanía de San Juan de Ortega.
Villa perteneciente a la Hermandad de Montes de Oca en el partido Juarros, uno de los catorce que formaban la Intendencia de Burgos durante el periodo comprendido entre 1785 y 1833, tal como se recoge en el Censo de Floridablanca de 1787. Tenía jurisdicción de realengo con alcalde ordinario. Comprendía tres barrios: Colina, Milanes y Santiago.
Así se describe a Barrios de Colina en el tomo IV del Diccionario geográfico-estadístico-histórico de España y sus posesiones de Ultramar, obra impulsada por Pascual Madoz a mediados del siglo XIX:

Villa con ayuntamiento en la provincia, partido judicial, diócesis, audiencia territorial y capitanía general de Burgos (4 leguas); se compone de los barrios de Colina, de Milanés y de Santiago; Situada a corta distancia unos de otros, en terreno desigual, por cuyo medio corre un riachuelo de poca consideración; está bien ventilada, y goza de clima muy sano, no conociéndose ninguna clase de enfermedades endémicas; tiene unas 30 casas y 10 ó 12 malos corrales; una miserable casa de ayuntamiento; una escuela de primeras letras a la que concurren 16 alumnos, y cuyo maestro está dotado con 14 fanegas de trigo anuales; una fuente en cada barrio de buenas aguas para el consumo de su vecindario; y 2 iglesias parroquiales dedicada la mayor a Nuestra Señora del Pilar (antes San Martín), y la otra a Santa Lucía, y servidas por 2 curas párrocos. Confina N Fresno de Rodilla; E Hiniestra; S Ages y O Atapuerca; el terreno es de mediana calidad y se halla poblado en algunos puntos de carrasca de roble; hay caminos para la Rioja en mediano estado, y la correspondencia se recibe en San Juan de Ortega por medio de valijero; Producciones: trigo, cebada, avena, yeros, habas, arvejas, cáñamo y lino, todo en poca cantidad; ganado vacuno, lanar churro y yeguar; caza de liebres, perdices y codornices, y pesca de cangrejos y peces de mal gusto; la industria consiste en 2 molinos harineros, que solo trabajan en algunas temporadas de invierno; Población: 58 vecinos, 128 almas. Capital productivo: 736.220 reales; Imponible: 65.694. Contribución: 2.117 reales 9 maravedíes.
Diccionario geográfico-estadístico-histórico de España y sus posesiones de Ultramar

## Demografía
Barrios de Colina cuenta con una población de 55 habitantes (INE 2024).
| Gráfica de evolución demográfica de Barrios de Colina entre 1842 y 2021 |
| |
| Población de derecho según los censos de población del INE. Población de hecho según los censos de población del INE.Entre el censo de 1857 y el anterior, crece el término del municipio porque incorpora a Hiniestra y San Juan de Ortega. |

### Población por núcleos
Barrios es la capital del municipio, que cuenta además con las localidades de Hiniestra y San Juan de Ortega. Las tres localidades son Entidades Locales Menores cada una con su Junta Vecinal y alcalde Pedáneo.
Desglose de población según el Padrón Continuo por Unidad Poblacional del INE.
| Núcleos            | Habitantes (2013) | Varones | Mujeres |
| ------------------ | ----------------- | ------- | ------- |
| Barrios de Colina  | 31                | 12      | 19      |
| Hiniestra          | 2                 | 1       | 1       |
| San Juan de Ortega | 22                | 14      | 8       |

## Economía

### Evolución de la deuda viva
El concepto de deuda viva contempla sólo las deudas con cajas y bancos relativas a créditos financieros, valores de renta fija y préstamos o créditos transferidos a terceros, excluyéndose, por tanto, la deuda comercial.
Entre los años 2008 a 2014 este ayuntamiento no ha tenido deuda viva.

## Fiestas y costumbres
Celebra las tradicionales procesiones de Semana Santa, destacando la celebración del Domingo de Resurrección. También las fiestas patronales de San Juan de Ortega, el 2 de junio y de la
- Virgen del Pilar , el 12 de octubre.

En la iglesia de San Juan de Ortega debe conocerse el Fenómeno de la luz equinoccial, que se puede apreciar los días 21 de marzo y 22 de septiembre a las 17.00 (hora solar).